# Gerjen
Gerjen è un comune dell'Ungheria centro-meridionale di 1 244 abitanti (dati 2008). È situato nella contea di Tolna.